# Dimorfita
La dimorfita és un mineral de la classe dels sulfurs. El nom prové del grec per a "dos" i "forma" ("di-" i "morf-" respectivament), en referència a les dues formes en què es troba el mineral.

## Característiques
La dimorfita és un sulfur de fórmula química As₄S₃. Cristal·litza en el sistema ortoròmbic. La seva duresa a l'escala de Mohs és 1,5.
Segons la classificació de Nickel-Strunz, la dimorfita pertany a «02.FA: Sulfurs d'arsènic, àlcalis, sulfurs amb halurs, òxids, hidròxid, H₂O, amb As, (Sb), S» juntament amb els següents minerals: duranusita, pararealgar, realgar, alacranita, uzonita, laphamita, orpiment, getchellita i wakabayashilita.

## Formació i jaciments
La dimorfita és un sulfur d'arsènic bastant rar. A la natura, la dimorfita es forma principalment per deposició en fumaroles volcàniques a temperatures entre els 70 i els 80 graus centígrads. La dimorfita va ser descrita per primer cop en una fumarola propera a Nàpols (Itàlia), l'any 1849 pel mineralogista Arcangelo Scacchi. Des del seu descobriment, la dimorfita s'ha trobat prop de la mina Copiapó (Xile); també s'ha descrit prop del Cerro de Pasco (Perú) i al districte miner de Lavrion (Àttica, Grècia).